# Каттс, Стив
Стив Каттс (25 февраля 1995) — английский художник-аниматор. Работает в Лондоне. Рисует в жанре остросоциальной сатиры. Образы его мультфильмов основаны на стиле комиксов 1920-х годов.

## Карьера
В начале своей деятельности работал в лондонском агентстве Glue Isobar. После чего принимал участие в графических проектах для компаний Гугл, Сони, и Тойота. После чего в 2012 году стал фрилансером.

## Творчество
В 2012 году создал мультфильм «Человек в природе», в котором затронул темы загрязнения природы и уничтожения животных. В июле 2019 года, видео набрало свыше 33 миллионов просмотров на Ютубе. А в 2020 году в разгар пандемии коронавируса он выпустил продолжение мультфильма, в котором изобразил возрождение природы вследствие исчезновения вредного влияния человека.
В 2017 году Стивен опубликовал мультфильм «Счастье», в котором показывает средства достижения счастья в современном мире, а также быстротечность этого ощущения.
В 2020 году он создал фильм «Переломный момент», описывающий мир, где люди поменялись местами с другими представителями земной фауны и находятся на грани вымирания из-за загрязнения. Очень точно описаны такие проблемы, как исчезновение тропических лесов, загрязнение океанов и глобальное потепление.
В 2023 году появился анимационный фильм «Краткое несогласие», рассказывающий о том, что войны в мире всегда начинаются с чего-то простого и что постоянная вражда в конечном итоге приведёт мир к разрушению.

### Фильмография
- (2012) — Man, In The Fall
- (2017) — Happiness
- (2020) — The Turning Point, Man 2020
- (2023) — A Brief Disagreement